# Fábio Aguiar
Fábio Aguiar (nacido el 28 de febrero de 1989) es un futbolista brasileño que se desempeña como defensa.
Jugó para clubes como el Tigres do Brasil, Duque de Caxias, Jacuipense, SC Sagamihara, Yokohama F. Marinos y Gamba Osaka.

## Trayectoria

### Clubes
| Club                | País   | Año         |
| ------------------- | ------ | ----------- |
| Tigres do Brasil    | Brasil | 2009 - 2010 |
| Duque de Caxias     | Brasil | 2011 - 2012 |
| Jacuipense          | Brasil | 2012        |
| SC Sagamihara       | Japón  | 2012        |
| Yokohama F. Marinos | Japón  | 2013 - 2016 |
| Gamba Osaka         | Japón  | 2017 - 2018 |